# Pardosa mongolica
Pardosa mongolica este o specie de păianjeni din genul Pardosa, familia Lycosidae, descrisă de Kulczynski, 1901. Conform Catalogue of Life specia Pardosa mongolica nu are subspecii cunoscute.